# Белвидир (тауншип, Миннесота)
Белвидир (англ. Belvidere) — тауншип в округе Гудхью, Миннесота, США. На 2000 год его население составило 458 человек.

## География
По данным Бюро переписи населения США площадь тауншипа составляет 92,2 км², из которых 92,2 км² занимает суша, водоёмов нет.

## Демография
По данным переписи населения 2000 года здесь находились 458 человек, 149 домохозяйств и 120 семей.  Плотность населения —  5,0 чел./км².  На территории тауншипа расположено 157 построек со средней плотностью 1,7 построек на один квадратный километр. Расовый состав населения: 97,16 % белых, 0,44 % коренных американцев, 1,31 % азиатов и 1,09 % приходится на две или более других рас.
Из 149 домохозяйств в 42,3 % воспитывались дети до 18 лет, в 68,5 % проживали супружеские пары, в 6,0 % проживали незамужние женщины и в 18,8 % домохозяйств проживали несемейные люди. 15,4 % домохозяйств состояли из одного человека, при том 6,0 % из — одиноких пожилых людей старше 65 лет. Средний размер домохозяйства — 3,07, а семьи — 3,43 человека.
34,5 % населения младше 18 лет, 6,3 % в возрасте от 18 до 24 лет, 30,6 % от 25 до 44, 18,8 % от 45 до 64 и 9,8 % старше 65 лет. Средний возраст — 33 года. На каждые 100 женщин приходилось 116,0 мужчин. На каждые 100 женщин старше 18 приходилось 112,8 мужчин.
Средний годовой доход домохозяйства составлял 50 972 доллара, а средний годовой доход семьи — 57 639 долларов. Средний доход мужчин —  26 875 долларов, в то время как у женщин — 30 250. Доход на душу населения составил 18 317 долларов. За чертой бедности находились 9,9 % семей и 11,0 % всего населения тауншипа, из которых 12,5 % младше 18 и 15,9 % старше 65 лет.